# 环巴比妥
环巴比妥（英语：Cyclobarbital），是一种巴比妥类衍生物。它在俄罗斯作为与地西泮（100毫克环巴比妥+10 毫克地西泮；商品名Reladorm）的固定剂量组合用于治疗失眠，但于2019年停产。